# Tausend-Talente-Plan
Der Tausend-Talente-Plan (TTP) (chinesisch: 千人计划; Pinyin: Qiān rén jìhuà) oder Tausend-Talente-Programm (chinesisch: 海外高层次人才引进计划; Pinyin: Hǎiwài gāo céngcì réncái yǐnjìn jìhuà) wurde 2008 von der chinesischen Regierung ins Leben gerufen, um international führende Experten in wissenschaftlicher Forschung, Innovation und Unternehmertum ausfindig zu machen und für die Volksrepublik China anzuwerben.  Sowohl die US-Regierung als auch die Regierung Kanadas haben davor gewarnt, dass China beabsichtigt, Wissenschaftler, die an diesem Plan beteiligt sind, zu nutzen, um Zugang zu neuen Technologien für wirtschaftliche und militärische Vorteile zu erhalten.
Das Programm entstand aus der „Talent-Supermacht-Strategie“, die auf dem 17. Parteitag der Kommunistischen Partei Chinas im Jahr 2007 verabschiedet wurde. Das Zentralkomitee der Kommunistischen Partei Chinas und der Staatsrat der Volksrepublik China bestätigten das Programm im Jahr 2010 mit der höchsten Auszeichnung, die im Rahmen des Nationalen Talententwicklungsplans Chinas vergeben wird, um Innovation und internationale Wettbewerbsfähigkeit innerhalb Chinas zu stärken. Im Jahr 2019 wurde das Programm in „Nationaler Plan zur Rekrutierung von ausländischen High-End-Experten“ umbenannt. Die Western Returned Scholars Association des United Front Work Departments ist das offizielle Vertretungsorgan für die Programmteilnehmer.
Die 1000-Talent-Plan-Professur ist die höchste akademische Auszeichnung, die vom Staatsrat vergeben wird, analog zur höchsten Auszeichnung, die vom Bildungsministerium vergeben wird. Das Programm umfasst zwei Mechanismen: Mittel für die dauerhafte Rekrutierung in die chinesische akademische Welt und Mittel für kurzfristige Ernennungen, die typischerweise auf internationale Experten abzielen, die eine Vollzeitanstellung an einer führenden internationalen Universität oder einem Forschungslabor haben.

## Hintergrund und Anwerbung
Die besten chinesischen Studenten gehen oft ins Ausland, um dort zu studieren, was dazu führt, dass viele hochqualifizierte Übersee-Chinesen (rencai) sich nach ihrem Studium für einen Verbleib im Ausland entscheiden. Um dies umzukehren und die Größe und das Prestige des chinesischen Universitätssystems zu steigern, erkannte die chinesische Zentralregierung die Notwendigkeit, Übersee-Chinesen und im Ausland geborene Spitzentalente von den besten Universitäten der Welt abzuwerben.
Innerhalb eines Jahrzehnts nach der Ankündigung des „Tausend-Talente-Plans“ im Jahr 2008 wurden insgesamt mehr als 7.000 Personen angeworben.

## Bedenken wegen Spionage und Diebstahl geistigen Eigentums
Im November 2019 hielten die Mitglieder des United States Senate Committee on Homeland Security and Governmental Affairs und des dauerhaften Untersuchungsunterausschusses (Permanent Subcommittee on Investigations) eine öffentliche Anhörung zu den chinesischen Talentrekrutierungsplänen, einschließlich des TTP, ab. In seinem Ergebnisbericht bezeichnete der Ausschuss die Programme als Bedrohung für die nationale Sicherheit. Der Bericht der Anhörung nannte TTP-Verträge, die gegen die Werte der Forschung verstoßen, TTP-Mitglieder, die ihre Mitgliedschaft gegenüber ihren Heimatinstitutionen vorsätzlich nicht offenlegen, und führte zahlreiche Fälle gegen TTP-Mitglieder wegen Diebstahls von geistigem Eigentum und Betrugs an. Ein TTP-Mitglied stahl geschützte Verteidigungsinformationen über Düsentriebwerke des US-Militärs. In dem Bericht hieß es, dass „TTP auf in den USA Forscher und Wissenschaftler mit Sitz in den USA, unabhängig von ihrer ethnischen Zugehörigkeit oder Staatsbürgerschaft, die sich auf Spitzenforschung und -technologie konzentrieren oder Zugang dazu haben.“
Obwohl das Programm erfolgreich internationale Top-Talente nach China gelockt hat, wurde seine Wirksamkeit bei der Bindung dieser talentierten Personen in Frage gestellt, da viele der talentiertesten Wissenschaftler bereit waren, kurze Zeit in China zu verbringen, aber nicht bereit waren, ihre Festanstellungen an großen westlichen Universitäten aufzugeben. Außerdem haben einige Tausend-Talente-Plan-Professoren von Betrug im Programm berichtet, einschließlich veruntreuter Fördermittel, schlechter Unterbringung und Verstößen gegen die Forschungsethik. Entlassungen aufgrund nicht offengelegter Verbindungen zum TTP haben stattgefunden. Personen, die eine der beiden höchsten akademischen Auszeichnungen Chinas, die Tausend-Talente-Professur und die Changjiang (Jangtsekiang) Scholar-Auszeichnungen, erhalten, sind so häufig zur Zielscheibe für die Rekrutierung durch Chinas reichste Universitäten geworden, dass das Bildungsministerium sowohl 2013 als auch 2017 Mitteilungen herausgegeben hat, die chinesische Universitäten davon abhalten, sich gegenseitig die besten Talente abzuwerben.
Der Erfolg des Programms bei der Rekrutierung von in den USA ausgebildeten Wissenschaftlern zurück nach China wurde in den USA mit Sorge betrachtet, Ein Bericht des National Intelligence Council vom Juni 2018 erklärte, dass eine grundlegende Motivation des Programms darin bestehe, „den legalen und illegalen Transfer von US-Technologie, geistigem Eigentum und Know-how“ nach China zu erleichtern. Im Januar 2020 verhaftete das Federal Bureau of Investigation Charles M. Lieber, den Vorsitzenden des Fachbereichs Chemie und Chemische Biologie der Harvard University, weil er über seine Verbindungen zu dem Programm gelogen hatte. Im Mai 2020 verhaftete das FBI einen ehemaligen Forscher der Cleveland Clinic, weil er seine Verbindungen zum Tausend-Talente-Program nicht offengelegt hatte. Im Juni 2020 wurde berichtet, dass die National Institutes of Health das Verhalten von 189 Wissenschaftlern untersucht hatten.
Im August 2020 warnte der kanadische Geheimdienst sowohl kanadische Universitäten als auch kanadische Forschungseinrichtungen vor dem TTP und erklärte, dass es Forscher und Wissenschaftler auf der ganzen Welt rekrutiert, um sie zu überreden, ihre Forschung und Technologie zu teilen – entweder freiwillig oder unter Zwang.